# Biblioteca Trivulziana
La Biblioteca Trivulziana è una biblioteca del Comune di Milano situata all'interno del Castello Sforzesco, annessa all'Archivio Storico Civico e al laboratorio di restauro, con i quali divide alcuni locali, tra cui la sala di consultazione.

## Patrimonio
La Biblioteca Trivulziana possiede circa 180 000 volumi, tra cui spiccano 1 300 manoscritti, 1 300 incunaboli, 16 000 cinquecentine. La collezione contiene lasciti dall'VIII secolo e raccoglie inoltre libri antichi, libri moderni, periodici, microfilm, fotografie, manifesti, stampe, carte geografiche e fondi archivistici; in particolare sono conservate opere sulla storia e letteratura del periodo umanistico-rinascimentale.
Tra i pezzi più celebri conservati vi sono:
- una notevole raccolta delle opere di Dante Alighieri, tra cui tutte le edizioni quattrocentesche della Divina Commedia ed un manoscritto della stessa risalente al 1337, copiato a Firenze da Francesco di ser Nardo da Barberino, che tramanda uno dei testi più antichi e autorevoli della Commedia dantesca (Triv.1080)[2].
- L’editio princeps del De Civitate Dei di sant'Agostino, realizzata a Subiaco nel 1467 dai prototipografi tedeschi Conrad Sweynheym e Arnold Pannartz, miniato da un collaboratore di Jacopo da Fabriano.
- un’importante edizione del Petrarca volgare, comprendente il Canzoniere e i Trionfi stampata a Padova nel 1472, ad opera di Bartolomeo Valdezocco, miniato dal cosiddetto Maestro dei Putti[3].
- Libro d'Ore di scuola franco borgognona, della cerchia di Filippo di Mazerolles, (Triv.470)
- il cosiddetto Libretto d'appunti di Leonardo da Vinci (Codice Trivulziano 2162), risalente al 1487 con studi di fisiognomica, bozzetti architettonici per il Duomo e altri edifici, strumenti meccanici e macchine belliche, e lunghe liste di vocaboli.
- La Grammatica del Donato (codice Trivulziano 2167), e il Liber Iesus (codice Trivulziano 2163), raccolta di preghiere, manoscritti d'educazione per il giovane Duca Massimiliano Sforza, provenienti dalla Biblioteca Visconteo Sforzesca ed eseguiti dai più famosi miniatori dell’epoca: Giovanni Ambrogio de Predis, il Maestro dell’Epitalamio di Giasone del Maino, Giovanni Pietro Birago[4].
- La raccolta Bianconi, dovuta all’architetto Carlo Bianconi, segretario dell’Accademia di Brera dal 1778, che raccolse circa quattrocento disegni originali di architettura e alcune incisioni di edifici milanesi databili tra il XIV e il XVIII secolo.

Il laboratorio di restauro, nato nel 1978, lavora in accordo con la biblioteca e l'archivio storico civico per mantenere le condizioni delle opere più antiche.

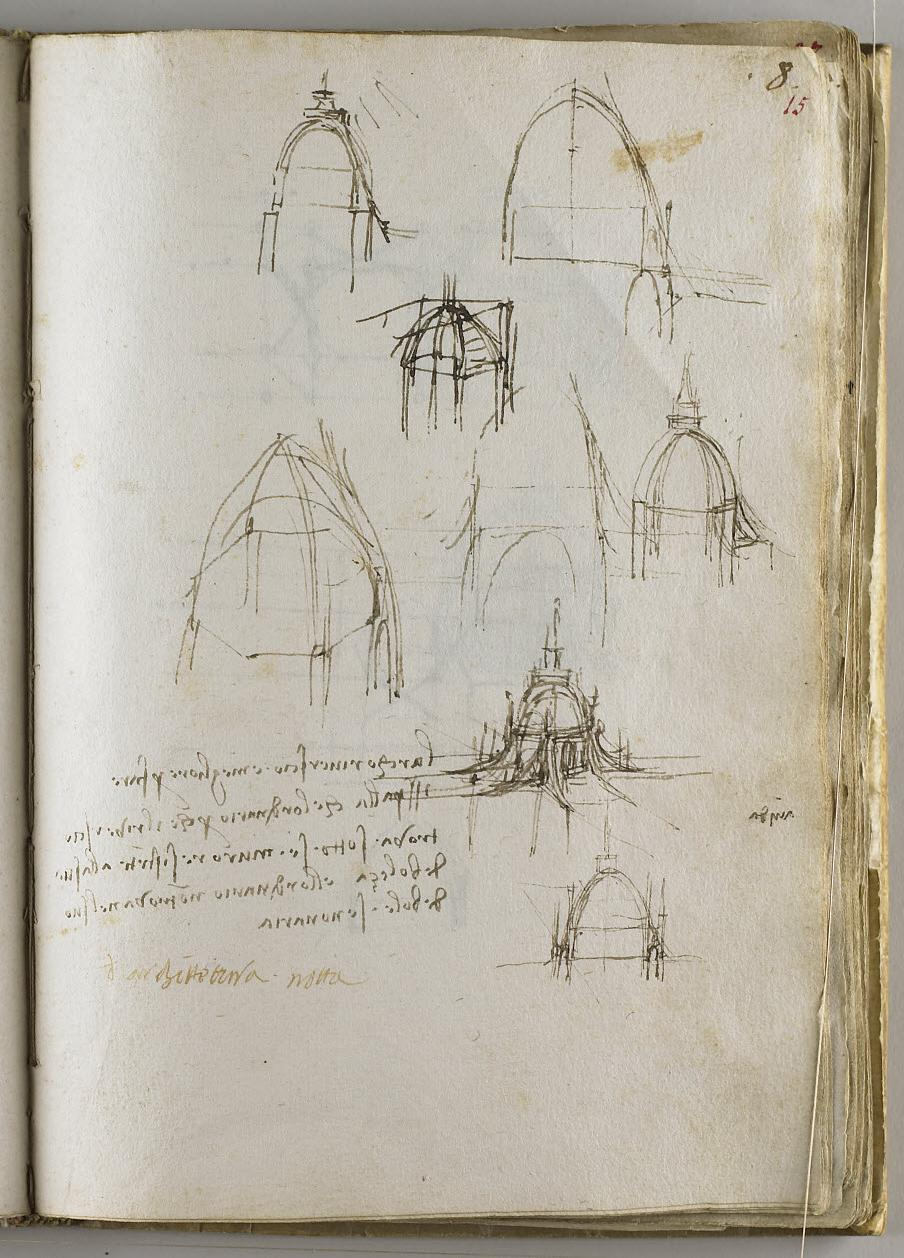
Leonardo da Vinci, Codice Trivulziano, Studi per il tiburio del Duomo di Milano
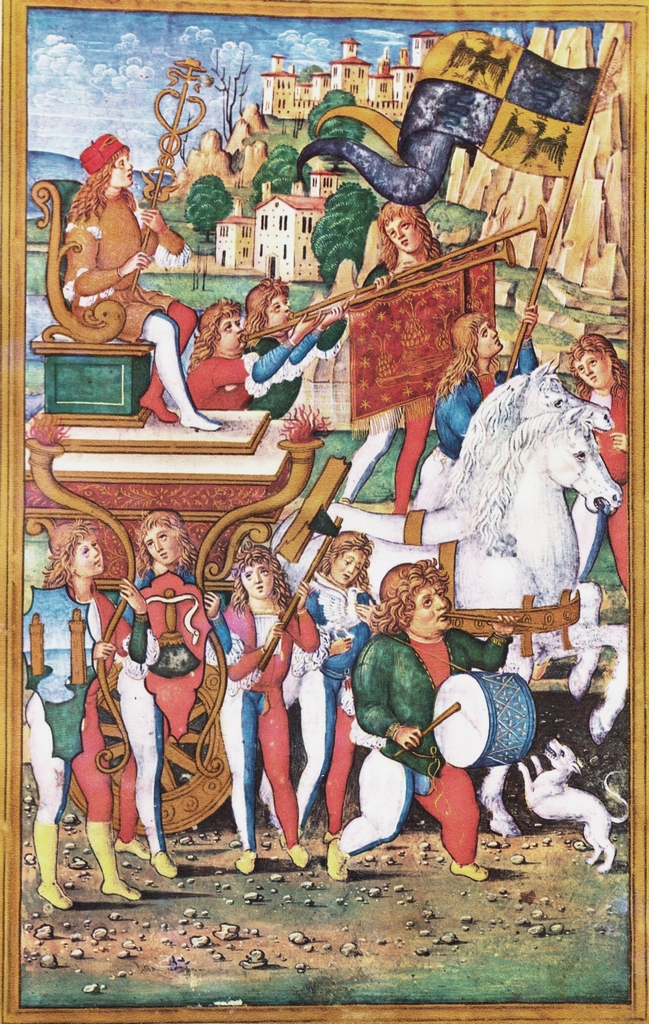
Grammatica del Donato, Ercole Massimiliano Sforza in Trionfo
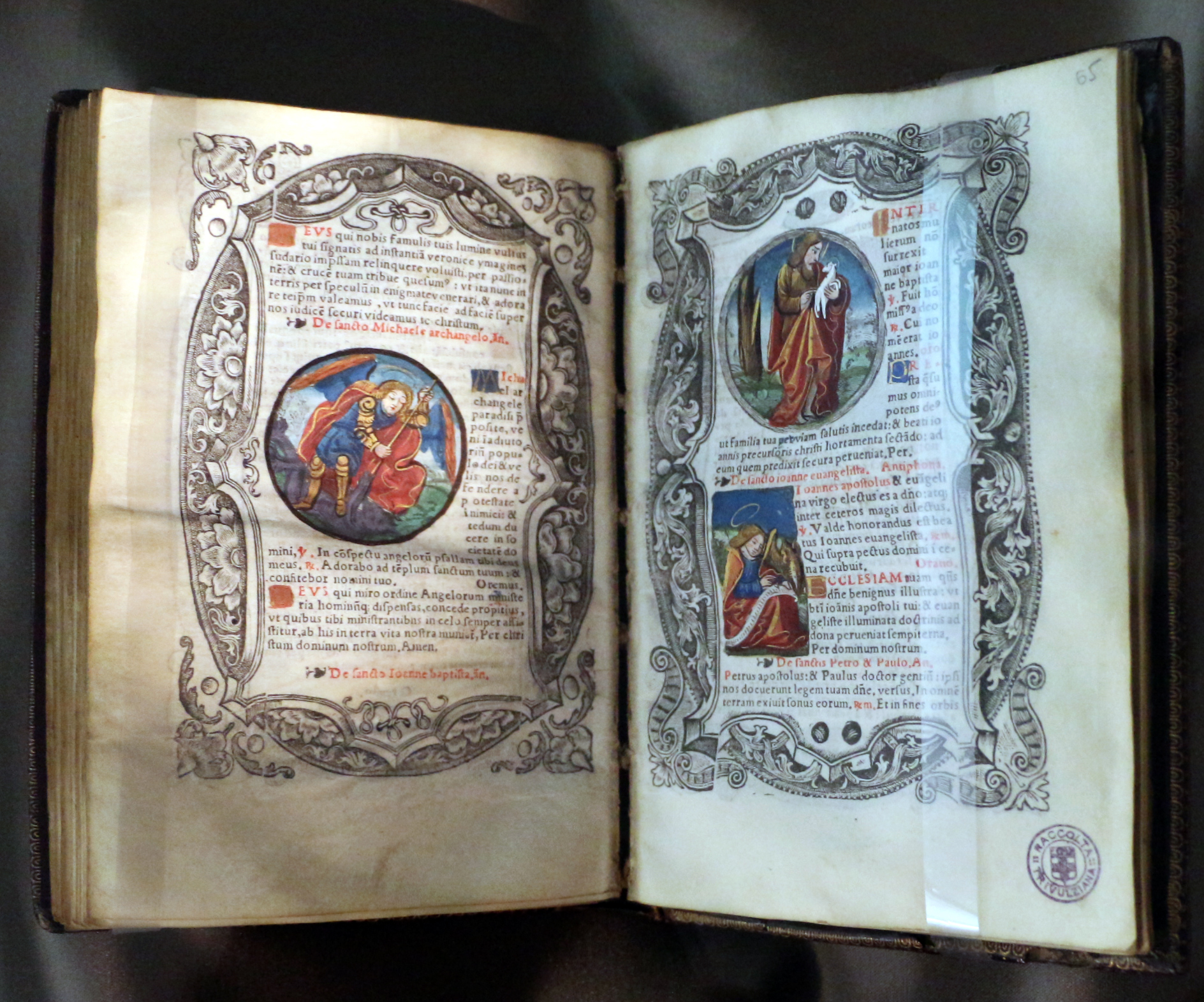
Pierre vidoué, libro d'ore, maggio (apparizione di san michele), guillaume godard, parigi 1523
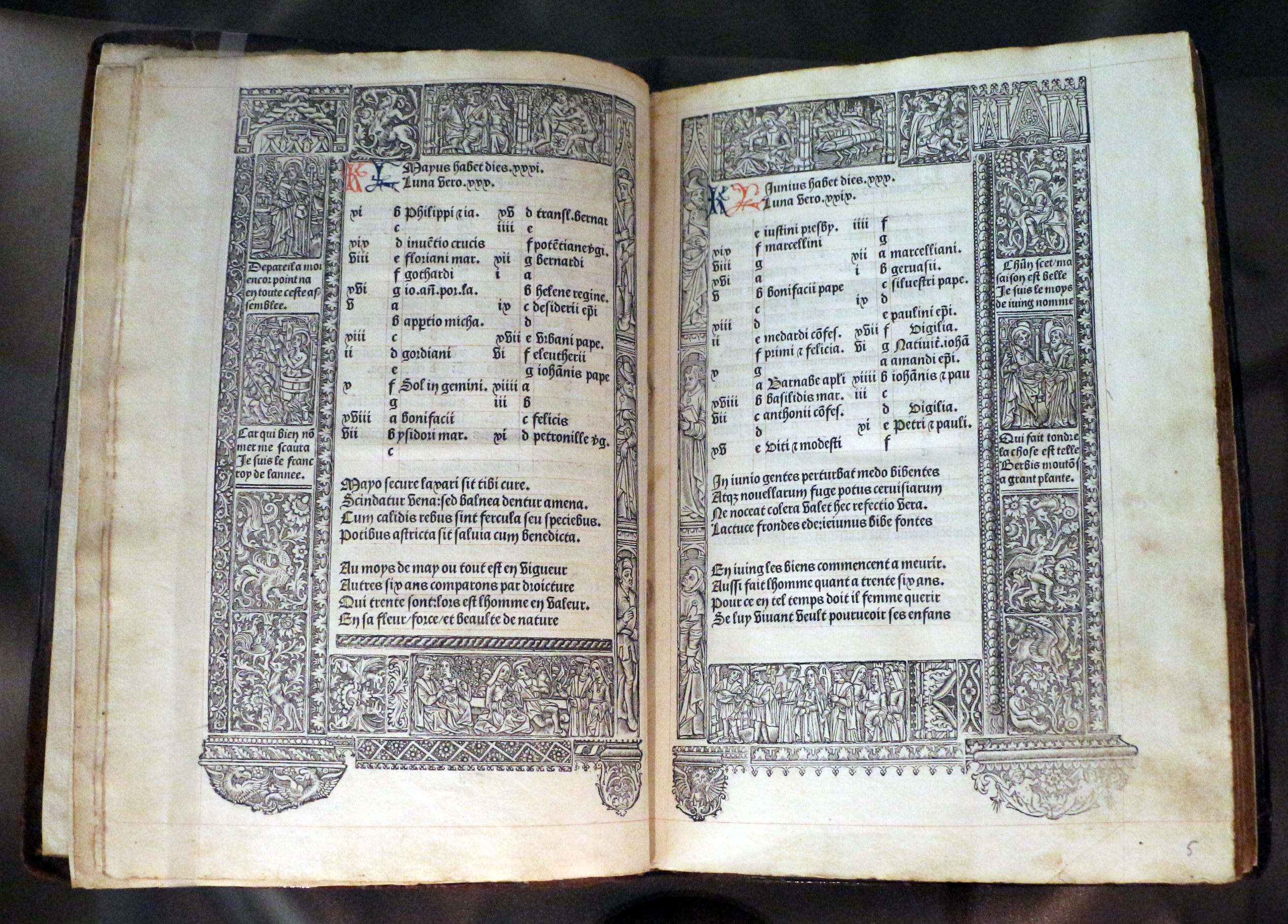
Simon vostre, libro d'ore, giugno, parigi 1508

## Storia
La biblioteca della nobile famiglia milanese dei Trivulzio, una delle più influenti famiglie della storia di Milano, risale almeno alla seconda metà del XV secolo, con i volumi appartenuti al celebre maresciallo Gian Giacomo Trivulzio detto il «Magno». La collezione, in seguito ospitata nel palazzo Trivulzio di piazza Sant’Alessandro, fu ampliata da Carlo Trivulzio (1715-1789), cui si deve fra l'altro l'acquisto del Trivulziano 1.094, manoscritto dell’Orlando Innamorato di Matteo Maria Boiardo, e il Libretto d’appunti di Leonardo da Vinci. Gian Giacomo IV Trivulzio (1774-1831), celebre dantista, acquisì un l'importante esemplare della Divina Commedia del 1337. Gian Giacomo V (1839-1902), fu il primo ad aprire la biblioteca agli studiosi e a promuovere il primo inventario della collezione.
La Biblioteca Trivulziana, fu venduta nel 1935 al Comune di Milano dal principe Luigi Alberico Trivulzio insieme alle celebri collezioni d'arte esposte nella Pinacoteca del Castello Sforzesco. In seguito all'acquisizione il comune ne dispose l'aggregazione al preesistente Archivio Storico Civico.  L'Archivio della famiglia Trivulzio, e la parte della biblioteca non ceduta al comune, appartengono oggi al patrimonio della Fondazione Trivulzio.